# مرگ مغزی
مرگ مغزی به قطع غیرقابل بازگشت همه عملکردهای مغز گفته می‌شود. در چنین وضعیتی همهٔ نورونهای مغز در نتیجهٔ هیپوکسی تخریب می‌شوند. مرگ مغزی یکی از معیارهای قطعی تعیین‌کننده فوت انسان است (معیار دیگر از بین‌رفتن گردش خون و تنفس است). برای تشخیص مرگ مغزی باید تمامی اعمال مغزی به صورت غیرقابل‌برگشت از بین رفته‌باشند.
مرگ مغزی به‌طور واضح با وضعیت زندگی نباتی متفاوت است. در مرگ مغزی تمام قسمت‌های مغز از جمله ساقه مغز از بین رفته‌است و تنفس بدون دستگاه تنفس مصنوعی وجود ندارد و فرد چشمهایش را باز نمی‌کند. این در حالی است که در زندگی نباتی، فرد بدون دستگاه دارای تنفس خودبخودی است و چرخه خواب و بیداری هم دارد. ضمناً فرد دچار مرگ مغزی ظرف چند روز یا نهایتاً چند ماه خواهد مُرد اما در زندگی نباتی فرد ممکن است چندین سال زندگی کند. در مرگ مغزی، فرد هیچ دردی را احساس نمی‌کند اما در حالت نباتی، درد احساس می‌شود.

## دلایل مرگ مغزی
تصادفات رانندگی، وارد آمدن ضربه شدید به سر، سقوط از ارتفاع، خونریزی‌های داخلی مغز، سکته مغزی، آنوکسی (با علت قلبی یا ریوی) و مسمومیت‌های شدید از علل مهم مرگ مغزی به‌شمار می‌روند.

## معیارهای مرگ مغزی
معیارهای فعلی برای تعیین مرگ مغزی عبارتند از:
۱. عدم پاسخ دهی به تحریکات (تخریب منتشر کورتکس مغز)
بیمار باید به تحریکات حسی شامل درد و کلام پاسخی نشان ندهد. (البته رفلکس های نخاعی در پاسخ به تحریک دردناک، ملاک برای رد مرگ مغزی نیستند زیرا در حالت مرگ مغزی نیز طناب نخاعی ممکن است سالم باشد) 
۲. از بین رفتن رفلکس‌های ساقهٔ مغز (تخریب ساقه مغز)
رفلکس‌های مردمک، قرنیه و حلقی دهانی (مانند رفلکس گگ) باید از بین رفته باشند. انجام رفلکس‌اکولوسفالیک و رفلکس اکولووستیبولار سبب حرکت چشم‌ها نمی‌شوند.
۳. آپنه (تخریب تنه مغزی)
فعالیت تنفسی وجود ندارد؛ که با رسیدن فشار دی‌اکسید کربن بیمار به ۶۰ میلی‌متر جیوه مشخص می‌شود. به‌طوریکه پس از تجویز اکسیژن ۱۰۰ ٪ و جدا کردن بیمار از ونتیلاتور نیز تلاش تنفسی رخ نمی‌دهد.
۴. نتایج الکتروآنسفالوگرام
در الکتروانسفالوگرافی امواج الکتروآنسفالوگرام مغزی صاف (ایزوالکتریک) است.
تداوم اختلال عمل مغز:
معیارهای مرگ مغزی باید به مدت کافی ادامه یابند معمولاً با گذشت ۶ تا ۲۴ ساعت، تشخیص گذاشته می‌شود و در صورت مثبت شدن آزمون آپنه تشخیص قطعی خواهد شد.
برگشت‌پذیری اختلال عمل مغز:
علت اغما باید مشخص شود، تابلوی بالینی را توجیه کند و غیرقابل بازگشت باشد. مسمومیت با داروهای آرام‌بخش، هیپوترمی، بلوک عصبی عضلانی و شوک باید رد شوند زیرا این اختلالات سبب بروز سندرم بالینی شبیه به مرگ مغزی می‌شوند اما برگشت پذیرند.

## تفاوت‌های مرگ مغزی با کما
در حالت کما شانس بهبود برای برخی بیماران وجود دارد، در صورتی که در مرگ مغزی بهبود بیمار غیرممکن و مرگ وی ظرف چند روز یا چند هفته حتمی است. کما یک نوع اختلال در کارکرد مغز بوده که به علت وارد آمدن آسیب به بخشی از مغز (تروماتیک یا هایپوکسیک) یا کارکرد ناصحیح سایر ارگانهای حیاتی رخ می‌دهد و در نتیجه شخص دچار کاهش سطح هوشیاری می‌شود. اگر کما عمیق باشد، بیمار به هیچ‌یک از تحریکات پیرامونش پاسخ نمی‌دهد. در حالت کما شخص ممکن است برای مدت طولانی زنده بماند، یا هشیاری اش را بازیافته یا از فاز کما به فاز زندگی نباتی وارد شود و حتی افرادی که به کما رفته‌اند در صورت سالم بودن ساقه مغز، در اغلب موارد به تنفس غیرارادی خود (البته با کمک ونتیلاتور) ادامه داده یا لااقل تحت شرایط خاصی تلاش تنفسی انجام می‌دهند. هوشیاری بیماران در حالت کما بسته به میزان پاسخ آن‌ها به محرک‌های گوناگون درجه‌بندی می‌شود. اما در مرگ مغزی به علت آسیب منتشر سلولهای مغز یا از بین رفتن کامل عملکرد ساقه مغز، بازتابهای ساقه مغز به کلی از بین می‌روند و تلاش تنفسی ابداً صورت نمی‌گیرد (اگرچه رفلکسهای نخاعی همچنان وجود دارند که این سبب امیدواری کاذب در اطرافیان فرد می‌شود). در جریان مرگ مغزی اعضای دیگر بدن مانند قلب، کلیه‌ها یا کبد تا مدتی زنده و قابل پیوند هستند و این ارگان‌ها در صورت اقدام به موقع می‌توانند در بدن شخص دیگری به وسیله پیوند اعضا استفاده شوند.
با این حال، به واسطه ترشح سم از بافت مرده مغز و همچنین بی نظمی های هورمونی، تخریب اعضای بدن به فاصله کمی پس از مرگ مغزی شروع می‌شود و به همین علت است که فرایند پیوند اعضا باید هرچه زودتر انجام شود.